# Cut (Golden Earring)
Cut è un album in studio del gruppo musicale olandese Golden Earring, pubblicato nel 1982 dalla Capitol Records, che comprende la loro grande hit Twilight Zone. 

## Tracce
1. "The Devil Made Me Do It  - 3:36
2. "Future" - 5:25
3. "Baby Dynamite" - 5:15
4. "Last of the Mohicans" - 4:50
5. "Lost and Found" - 6:42
6. "Twilight Zone" - 3:34
7. "Chargin' Up My Batteries" - 4:17
8. "Secrets" – 4:04

## Formazione

### Gruppo
- Barry Hay - voce
- George Kooymans - chitarra
- Robert Jan Stips- chitarra
- Rinus Gerritsen -  basso
- Cesar Zuiderwijk –-batteria